# 貝爾 (亞利桑那州)
貝爾（英語：Bell）是位於美國亞利桑那州納瓦霍縣的一個非建制地區。該地的面積和人口皆未知。

## 地理
貝爾的座標為34°16′20″N 109°54′53″W / 34.27222°N 109.91472°W，而該地的平均海拔高度為2000米（即6562英尺）。